# Chris Abani
Christopher "Chris" Abani, född 27 december 1966 i Afikpo i Ebonyi i Nigeria, är en nigeriansk författare. Hans far är igbo, medan hans mor är engelska, och han uppfostrades som katolik.
Abanis första roman, Masters of the Board handlade om  ett nynazistiskt övertagande av Nigeria. Boken föranledde en recensent att prisa Abani som "Afrikas svar på Frederick Forsyth." Den nigerianska regeringen trodde emellertid att boken var ett utkast till en verklig kupp, och satte den 18-åriga Abani i fängelse 1985. Efter att ha suttit sex månader i fängelse frigavs han, men började därefter uppträda i en gerillateatergrupp. Efter att gruppen hade uppfört pjäser framför en regeringsbyggnad greps han och sattes i Kiri-Kiri, ett ökänt fängelse. Han släpptes återigen, men efter att han skrivit pjäsen Song of a Broken Flute greps han för tredje gången, dömdes till döden för förräderi, och sattes i Kalakuta-fängelset, där han fängslades med andra politiska fångar och dödsdömda.
Han tillbringade en del av sitt fängelsestraff i isoleringscell, men frigavs 1991. I fängelset skrev han sin berömda diktsamling Kalakuta Republic, där han hyllar sina medfångar som dog i fängelset. Han levde därefter i exil i London tills en vän mördades där 1999, varpå han flydde till USA.
Abani är professor vid University of California, Riverside, och har tilldelats PEN USA Freedom-to-Write Award, Prince Claus Awards (2001), Lannan Literary Fellowship (2003), California Book Award, Hurston-Wright Legacy Award och Hemingway Foundation/PEN Award.

## Bibliografi

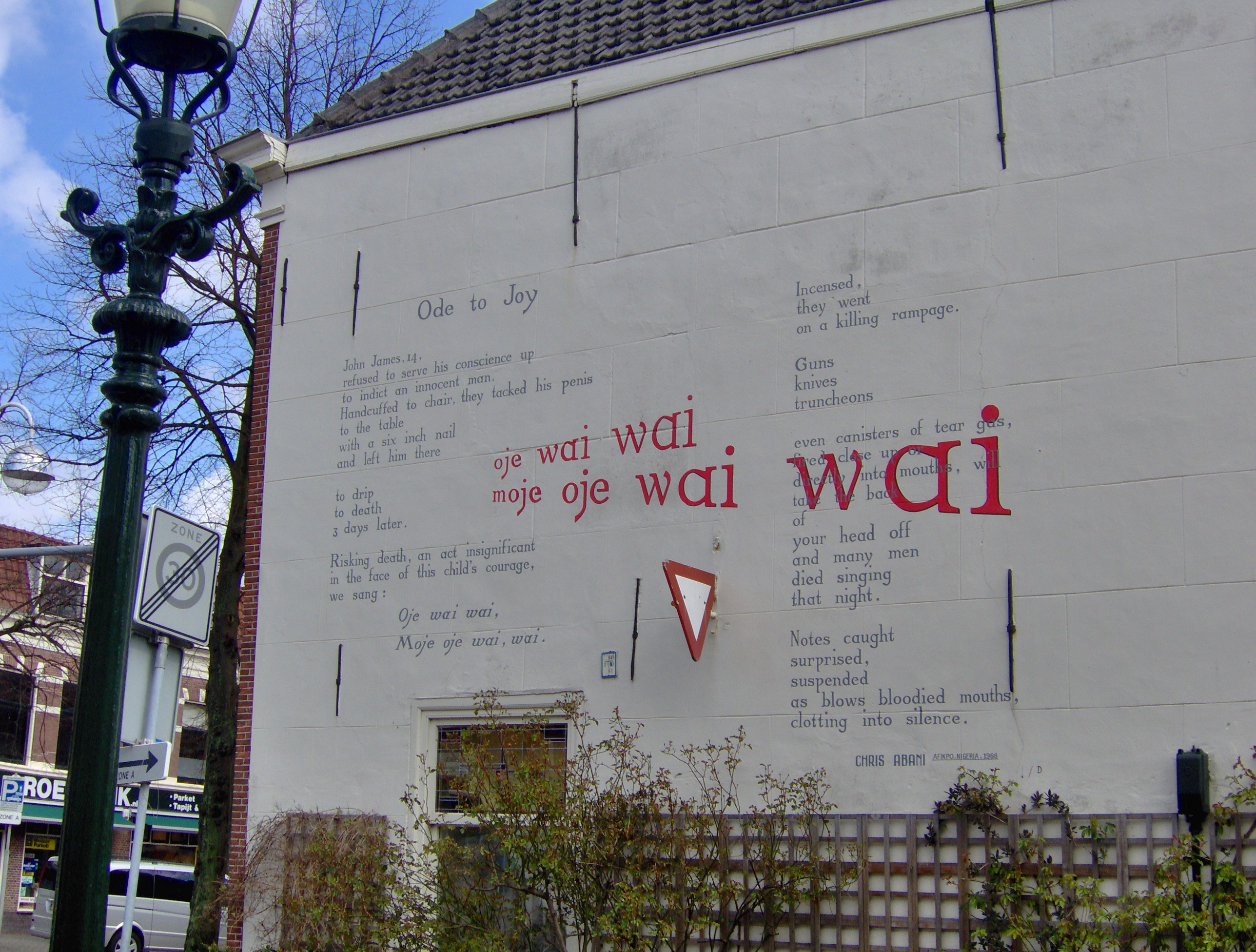
Ode to Joy som väggdikt på Levendaal 81 i den holländska staden Leiden.

### Romaner
- The Virgin of Flames (Penguin, 2007)
- GraceLand (FSG, 2004/Picador 2005)
- Masters of the Board (Delta, 1985)

### Kortromaner
- Song For Night (Akashic Books, 2007)
- Becoming Abigail (Akashic Books, 2006)

### Poesi
- Sanctificum (Copper Canyon Press, 2010)
- There Are No Names for Red (Red Hen Press, 2010)
- Feed Me The Sun - Collected Long Poems (Peepal Tree Press, 2010)
- Hands Washing Water (Copper Canyon Press, 2006)
- Dog Woman (Red Hen Press, 2004)
- Daphne's Lot (Red Hen Press, 2003)
- Kalakuta Republic (Saqi, 2001)